# Amphithera nivilita
Amphithera nivilita är en fjärilsart som beskrevs av Diakonoff 1955. Amphithera nivilita ingår i släktet Amphithera och familjen bronsmalar. Inga underarter finns listade i Catalogue of Life.